# Igreja de São Jaime (Jamestown)
A Igreja de São Jaime (em inglês: Saint James Church) é um templo religioso anglicano localizado em Jamestown, capital do território ultramarino britânico de Santa Helena, Ascensão e Tristão da Cunha que está situada na ilha de Santa Helena. A atual edificação foi construída em 1772, sendo assim a igreja anglicana mais antiga do hemisfério sul.
A Paróquia de São Jaime está subordinada à Diocese de Santa Helena e corresponde a uma das três paróquias da ilha. Abrange a igreja sede e três igrejas subordinadas: São João, na parte superior de Jamestown; Santa Maria, no Briars; e São Miguel, no Vale do Rupert.

## História
Oliver Cromwell concedeu à Companhia Britânica das Índias Orientais, através de uma carta em 1657, o direito de fortificar e colonizar qualquer uma de suas colônias. Devido à importância estratégica de Santa Helena em meio à rota entre a Grã-Bretanha e a Índia, a Companhia reivindicou a ilha em 5 de maio de 1659. Com isso, a construção de um forte foi iniciada imediatamente e uma pequena cidade com uma capela surgiu no vale. A localidade foi denominada Jamestown, em referência a Jaime, Duque de Iorque, o futuro rei Jaime II de Inglaterra, enquanto que  o vale ficou conhecido como Vale de Jaime.
Em 1671, a Companhia das Índias Orientais enviou a primeira de várias remeças de capelães da Igreja Anglicana. A primitiva e modesta igrejinha foi substituída por uma igreja um pouco maior em 1674, porém somente mais tarde ela foi denominada Igreja de São Jaime. Em 1772, a primeira igreja paroquial de Jamestown mostrou sinais de decadência e, dessa forma, um novo edifício foi erguido, configurando-se então como a igreja anglicana mais ao sul da linha do equador. Intervenções ocorreram em 1843 e 1869. A igreja também possuía uma torre, mas ela teve que ser retirada por razões de segurança na década de 1980.

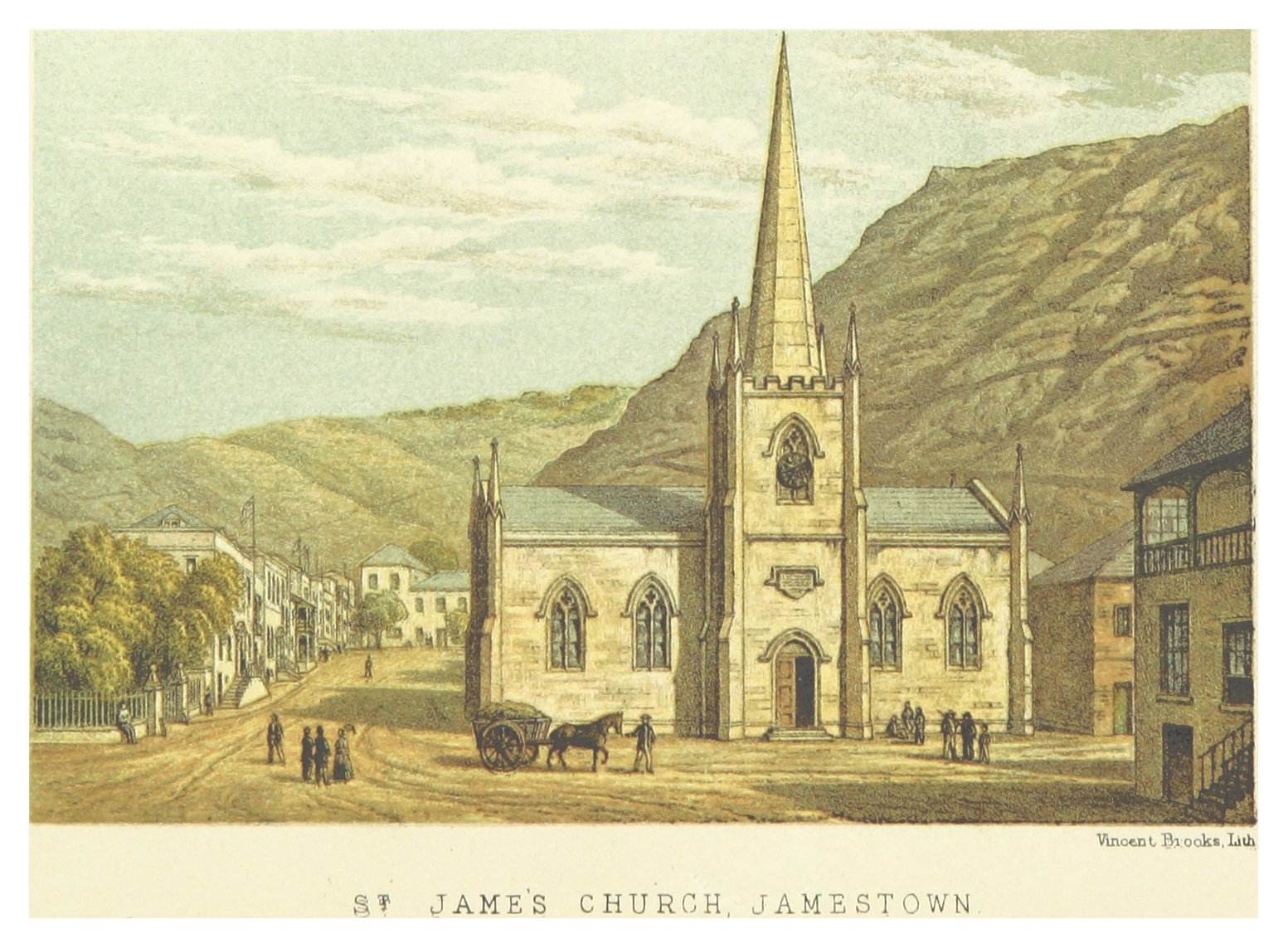
Jamestown com a igreja em destaque, em 1875.
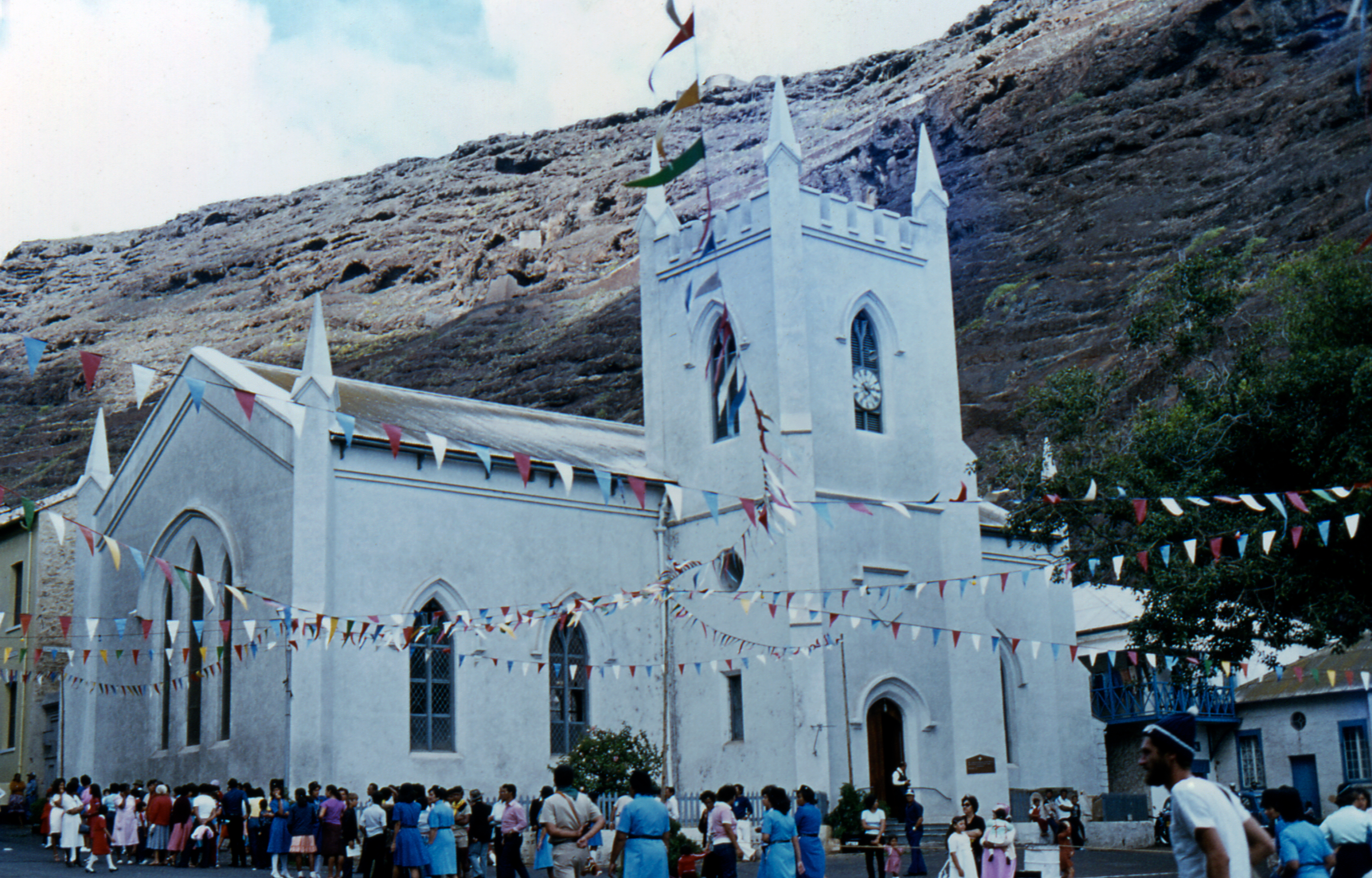
Igreja de São Jaime em 1984
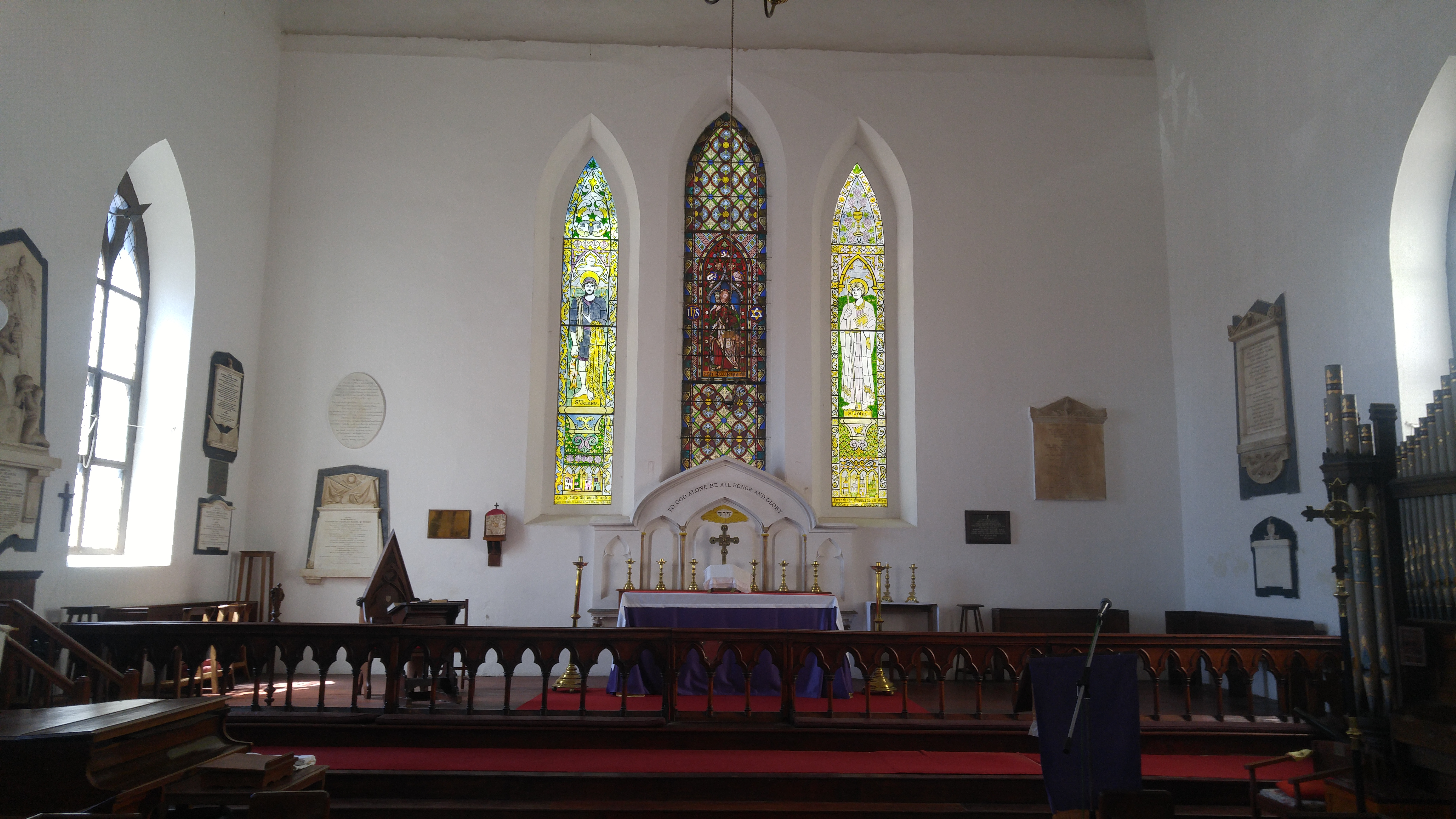
Interior da Igreja de São Jaime (2020)